# 埴生の宿

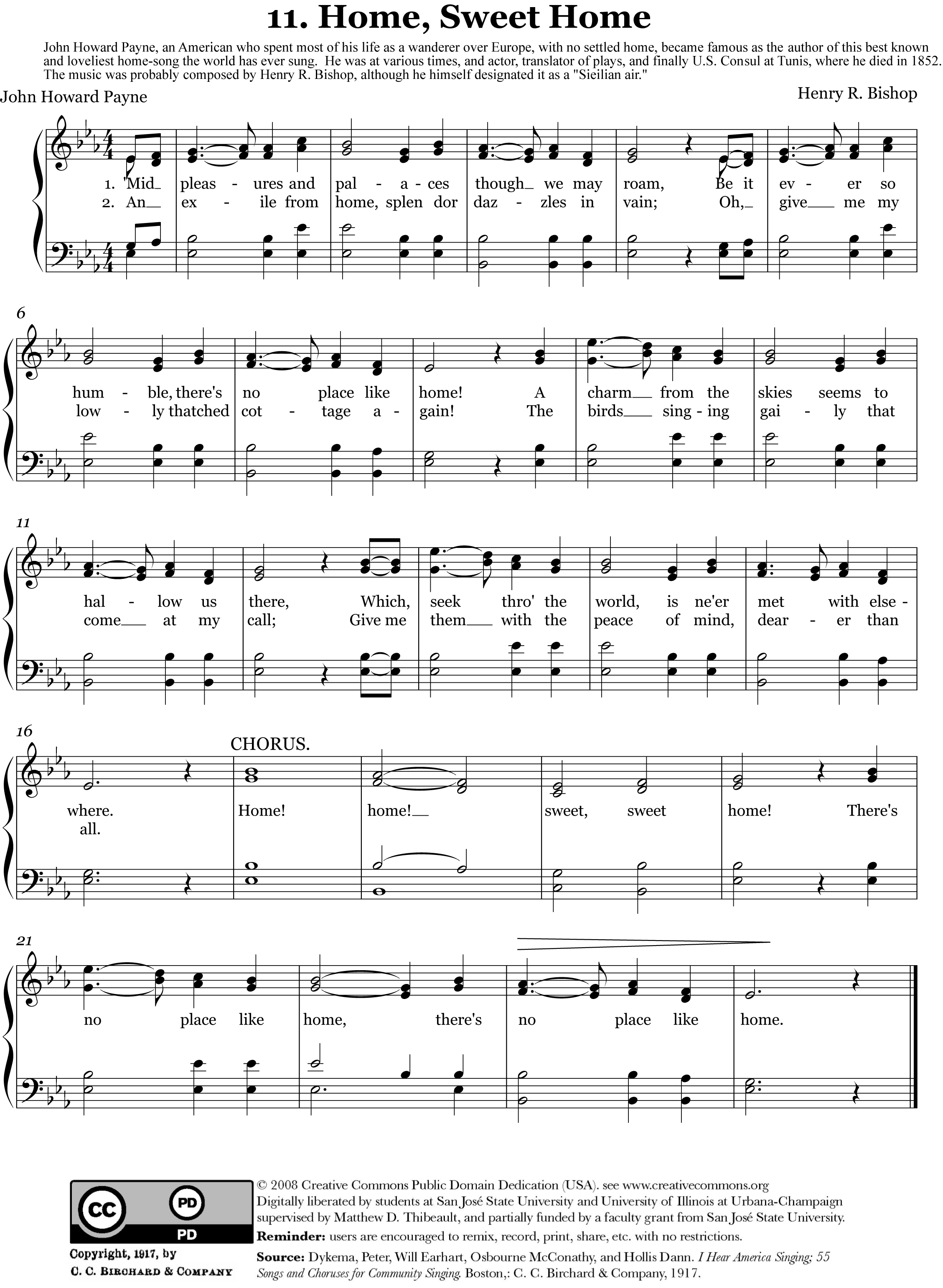
Sheet music version

『埴生の宿』（はにゅうのやど/はにふのやど）は、日本で親しまれているイングランド民謡。原題は『ホーム・スイート・ホーム』（英: Home! Sweet Home!）で、「楽しき我が家」という訳題でも知られる。

## ホーム・スイート・ホーム

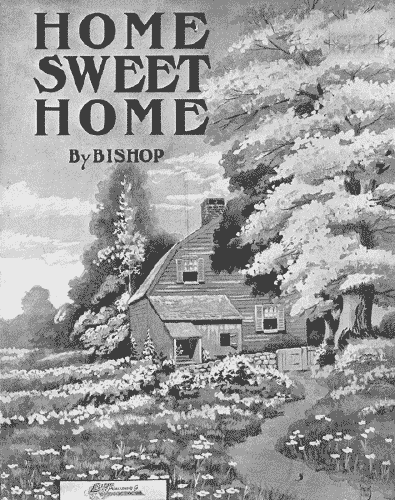
1914年に出版された「ホーム・スイート・ホーム」の楽譜の表紙

1823年に作詞・作曲され、同年初演のオペラ『ミラノの乙女クラリ』（Clari, Maid of Milan）の中で歌われた。

### 作曲
イギリスのヘンリー・ローリー・ビショップ作曲。なお、ビショップがこの曲の着想を得たのはイタリア（シチリア）民謡からと言われている。

### 作詞
アメリカ合衆国のジョン・ハワード・ペイン（1791年 - 1852年）作詞。

## その後
アメリカでは、バディ・ボールデン楽団の演奏会のラスト・ナンバーとしてよく演奏されており、ジャズ・ナンバー化されている。

## 埴生の宿
日本では、里見義訳詞の唱歌『埴生の宿』として広く知られている。
この訳詞は1889年（明治22年）12月に東京音楽学校が出版した『中等唱歌集』に収載された。太平洋戦争勃発に伴い、洋楽レコードが「敵性レコード」として廃棄が呼びかけられる中でも、『埴生の宿』や『庭の千草』など歌詞を邦訳にしたものは、国民生活になじんでいるとして敵性レコードから除外された。2006年（平成18年）には日本の歌百選の一つに選ばれている。
小説『ビルマの竪琴』では、日本兵と敵兵がともに歌うという象徴的なシーンでこの歌が使われている。
映画、ドラマなどで使われた例として前述の『ビルマの竪琴』をはじめ、『二十四の瞳』（木下恵介監督版）、『仮面ライダーV3』、『火垂るの墓』、『純ちゃんの応援歌』、『純情きらり』、『ゲゲゲの女房』、『マッサン』、『ガールズ&パンツァー 劇場版』、『西郷どん』、『おちょやん』などがある。
近年では、2004年（平成16年）にB-DASH（アルバム『ビッグ ブラック ストア (連絡しろ)』に収録）が、2007年（平成19年）にキリンジ（参加したアルバム『にほんのうた 第一集』に収録）がカバーしている。また、三城ホールディングスが「パリミキ」「メガネの三城」名義で出稿している波瑠出演のテレビCMでは、2019年（令和元年）6月21日から放送中の「知的好奇心（夏）」篇・「スマホ時代の目に」篇でハンバートハンバートによるカバーバージョンが用いられている。
北大阪急行電鉄箕面萱野駅の到着放送チャイム、近鉄特急の桑名駅到着時の車内チャイム、埼玉県羽生市の防災行政無線の正午のチャイム（現在は途中切りになっている）や神奈川県愛甲郡愛川町の防災行政無線の夕方のチャイムなどでも使用されている。かつては、埼玉県羽生市や東京都羽村市の防災行政無線の夕方のチャイムでも使用されていた他、2018年まで防災行政無線のチャイム音源がJR九州三角線石打ダム駅の列車接近チャイムに使用されていた。